# Maurizio Ferraris
Pour les articles homonymes, voir Ferraris.
Maurizio Ferraris, né le 7 février 1956 à Turin, est un philosophe italien.
Il enseigne la philosophie théorétique à l'Université de Turin où il est directeur du Centre interuniversitaire d'ontologie théorique et appliquée (CTAO). Il explore à travers ses nombreux ouvrages diverses questions d'ontologie, d'esthétique et d'herméneutique et leurs applications à la technologie.

## Biographie
Maurizio Ferraris obtient son diplôme de philosophie à la suite d'une thèse sous la direction de Gianni Vattimo à l'Université de Turin en 1979.
Il est titulaire d'un DEA de philosophie qu'il obtient en 1984 à l'EHESS, à Paris. De 1979 à 1988, il est rédacteur puis codirecteur de la revue italienne Alfabeta (it) au côté d'Umberto Eco, Antonio Porta, Maria Corti (it), Nanni Balestrini, Francesco Leonetti, Pier Aldo Rovatti et Paolo Volponi.
Au début des années 1980, il commence à travailler avec Jacques Derrida, ce qui influence profondément le développement de sa pensée. Il enseigne dans la ville de Macerata (1982-1983) puis à Trieste (1984) et se rend régulièrement à l'université de Heidelberg où, au contact de Hans-Georg Gadamer, il entreprend l'étude de l'herméneutique. En 1995, il devient professeur titulaire à l'Université de Turin, où il enseigne l'esthétique, puis la philosophie théorétique à partir de 1999. De 1998 à 2004, il est directeur de programme au Collège international de philosophie à Paris.
Il est le fondateur du Laboratoire d'ontologie (Labont) et du Centre interuniversitaire d'ontologie théorique et appliquée (CTAO) de l'université de Turin. Il dirige la revue d'esthétique italienne Rivista di estetica et collabore avec les quotidiens italiens Il Sole 24 Ore et La Repubblica.

## Théorie
Maurizio Ferraris a développé une théorie de la « documentalité », qu'il définit comme une tentative d'établir la « grammatologie en tant que science positive ». En relation avec ce projet, et pour contrer un excès de postmodernisme, il a publié un manifeste pour un réalisme positif.
Dans Âme et iPad, il aborde la question de l'écrit et de la trace comme condition de possibilité de la pensée et établit la relation de cette dernière avec l'essence de la technique, pour conclure : « nous sommes des automates spirituels mais libres »,.
À partir de 2018, il dirige un projet de recherche intitulé « Documédialité » avec, entre autres, Enrico Terrone et Angela Condello au Collège d'études mondiales de la Fondation Maison des sciences de l'homme. Ferraris tente de conceptualiser la transformation sociale engendrée par la documédialité, définie comme « l'union entre la force institutive des documents et le dynamisme des médias ».

## Récompenses
- 2012: Capalbio
- 2008: Viaggio a Siracusa
- 2007: Ringrose Prize, Berkeley University
- 2006: Castiglioncell
- 2004: Valitutt
- 1990: Claretta

### Œuvres en italien
- 2017, Postverità e altri enigmi, Bologna: il Mulino, pp. 181;
- 2017, Filosofia teoretica, avec E. Terrone, Bologna: il Mulino, pp. 333;
- 2016, L'imbecillità è una cosa seria, il Mulino: Bologna, pp. 132;
- 2016, Emergenza, Einaudi: Torino, pp. 128;
- 2015, Mobilitazione Totale, Roma-Bari: Laterza, pp. 113;
- 2014 Spettri di Nietzsche, Parma: Guanda, pp. 272;
- 2014 Jackie D. (a cura di), con Leonardo Caffo, Graphe.it edizioni: Perugia, pp. 180;
- 2013 Filosofia Globalizzata, a cura di Leonardo Caffo, Milano: Mimesis, pp. 136;
- 2013 Realismo Positivo, Torino: Rosenberg & Sellier, pp. 120;
- 2012 Lasciar tracce: documentalità e architettura, a cura di F. Visconti e R. Capozzi, Milano, Mimesis, pp. 96;
- 2012 Bentornata Realtà. Il nuovo realismo in discussione (a cura di), con Mario De Caro, Einaudi: Torino;
- 2012 Manifesto del nuovo realismo, Roma-Bari: Laterza, pp. 113;
- 2011 Filosofia per dame, Parma: Guanda, pp. 202;
- 2010 Ricostruire la decostruzione. Cinque saggi a partire da Jacques Derrida, Milano: Bompiani, pp. 120;
- 2009 Documentalità. Perché è necessario lasciar tracce, Roma-Bari: Laterza, pp. XV-429, seconda edizione 2010;
- 2009 Piangere e ridere davvero. Feuilleton, Genova: Il melangolo, pp. 100;
- 2009 Una Ikea di università. Alla prova dei fatti, nuova edizione, Milano: Raffaello Cortina, pp. 161;
- 2008 Storia dell'ontologia (con altri), Milano: Bompiani, pp. 826;
- 2008 Il tunnel delle multe. Ontologia degli oggetti quotidiani, Torino: Einaudi, pp. 284;
- 2007 La fidanzata automatica, Milano: Bompiani, pp. 204;
- 2007 Sans papier. Ontologia dell'attualità, Roma: Castelvecchi, pp. 233;
- 2006 Babbo Natale, Gesù adulto. In cosa crede chi crede?, Milano: Bompiani, pp. 151;
- 2006 Jackie Derrida. Ritratto a memoria, Torino: Bollati Boringhieri, pp. 120;
- 2005 Dove sei? Ontologia del telefonino, Milano: Bompiani, pp. 294, seconda edizione 2006, terza edizione 2010 con prefaz. di U. Eco;
- 2004 Goodbye Kant!, Milano: Bompiani, pp. 154, quinta edizione 2006;
- 2003 Ontologia, Napoli: Guida, pp. 168;
- 2003 Introduzione a Derrida, Roma-Bari: Laterza, pp. 161, seconda edizione 2004;
- 2001 L'altra estetica, Torino: Einaudi (con altri autori), pp. 351;
- 2001 Il mondo esterno, Milano: Bompiani, pp. 210;
- 2001 Experimentelle Ästhetik, Vienna: Turia und Kant, pp. 170;
- 2001 Una Ikea di università, Milano: Cortina, pp. 117;
- 2000 Nietzsche y el nihilismo, Madrid: Akal, pp. 87;
- 1999 Nietzsche, Roma-Bari: Laterza (con altri autori), pp. 422, seconda edizione 2004;
- 1998 L'ermeneutica, Roma-Bari: Laterza, pp. 130, seconda edizione 2003;
- 1998 Honoris causa a Derrida, Torino: Rosenberg & Sellier, pp. 106;
- 1997 Estetica razionale, Milano: Cortina, pp. 648;
- 1997 Il gusto del segreto, con Jacques Derrida, Roma-Bari: Laterza, pp. 181;
- 1996 Estetica, Torino: Utet (con altri autori), pp. 114;
- 1996 L'immaginazione, Bologna: Il Mulino, pp. 157;
- 1994 Analogon rationis, Milano: Pratica filosofica, pp. 150;
- 1992 Storia della volontà di potenza, in Friedrich Nietzsche, La volontà di potenza, Milano: Bompiani, pp. 563–688;
- 1992 Mimica. Lutto e autobiografia da Agostino a Heidegger, Milano: Bompiani, pp. 150;
- 1991 La filosofia e lo spirito vivente, Roma-Bari: Laterza, pp. 280;
- 1990 Postille a Derrida, Torino: Rosenberg & Sellier, pp. 308;
- 1990 Cronistoria di una svolta, in Martin Heidegger, La svolta, Genova: il Melangolo (traduzione e conclusione, pp. 35–115);
- 1989 Nietzsche e la filosofia del Novecento, Milano: Bompiani; seconda edizione 1999, pp. 170;
- 1988 Storia dell'ermeneutica, Milano: Bompiani, nona edizione 2008, pp. 528;
- 1987 Ermeneutica di Proust, Milano: Guerini e associati, pp. 124;
- 1986 Aspetti dell'ermeneutica del Novecento, in Il pensiero ermeneutico. Testi e materiali, Genova: Marietti, pp. 209-277;
- 1984 La svolta testuale. Il decostruzionismo in Derrida, Lyotard, gli “Yale Critics”, Pavia: Cluep, pp. 145; seconda edizione, Milano: Unicopli, 1986;
- 1983 Tracce. Nichilismo moderno postmoderno, Milano: Multhipla, pp. 174; seconda edizione, Milano: Mimesis, 2006, pp. 173;
- 1981 Differenze. La filosofia francese dopo lo strutturalismo, Milano: Multhipla, pp. 228, seconda edizione, Milano: Edizioni AlboVersorio, 2007, pp. 158.

### Œuvres traduites en français
- T'es où ? : Ontologie du téléphone mobile [« Dove sei? Ontologia del telefonino »], Albin Michel, 2006, 312 p. (ISBN 978-2-226-17104-7)
- Good bye Kant ! : Ce qu'il reste aujourd'hui de La Critique de la raison pure [« Goodbye Kant! »]  (trad. de l'italien), Paris/Tel Aviv, Éditions de l'Éclat, 2009, 171 p. (ISBN 978-2-84162-178-1)
- Âme et iPad [« Anima e iPad »]  (trad. de l'italien), Montréal, Presses de l'Université de Montréal, coll. « Parcours numériques », 2014, 212 p. (ISBN 978-2-7606-3205-9 et 2-7606-3205-9, lire en ligne)
- Manifeste du nouveau réalisme [« Manifesto del nuovo realismo »]  (trad. de l'italien), Paris, Hermann, 2014, 120 p. (ISBN 978-2-7056-8891-2)
- Mobilisation totale : l'appel du portable [« Mobilitazione Totale »]  (trad. de l'italien), Paris, PUF, 2016, 152 p. (ISBN 978-2-13-073637-0)
- L'imbécillité est une chose sérieuse ["L'imbecillità è una cosa seria"](trad. de l'italien), Paris, PUF, 146 p. (ISBN 9782130792932)
- Postverité et autres énigmes [« Postverità e altri enigmi »]  (trad. de l'italien), Paris, PUF, 2019, 172 p. (ISBN 978-2-13-08-1095-7)
- Documentalité, Pourquoi il est nécessaire de laisser des traces, (trad de l'italien), Paris, Editions du Cerf, 2021,  (ISBN 9782204140867)

### Œuvres en anglais
- (en) Documentality: Why It Is Necessary to Leave Traces, 2012, Oxford University Press
- (en) A taste for the secret, 2001, Polity Press : dialogue avec Jacques Derrida
- (en) History of Hermeneutics, 1996, New Jersey : Humanities Press